# Битка на реци Нагара
Битка на реци Нагара (енгл. Battle of Nagara-gawa), вођена 20. априла 1556. била је пораз Ода Нобунаге и његовог таста Саито Досана у борби за власт у провинцији Мино.

## Позадина
Саито Досан, господар провинције Мино (данас префектура Гифу), који је у хаосу грађанских ратова периода Сенгоку (1467-1600) на власт дошао 1544. узурпацијом од законитог господара Токи Јоринорија, имао је три сина, са којима је живео у замку Инокучи (или Инабајама, данас Гифу) на планини Инаба: најстарији је био Јошитацу (Шинкуро), други Магоширо, а трећи Кихеиџи. Досанова кћи, Кичо (или Нохиме) била је од 1449. удата за Ода Нобунагу. Јошитацу је био тих и повучен човек, и Досан га је погрешно проценио као глупог и неспособног, отворено фаворизујући млађе синове, који су због тога третирали старијег брата са презиром. После више година занемаривања и злостављања, Јошитацу је у јесен 1555. организовао заверу: претварајући се да је болестан, сачекао је да отац напусти замак и пређе у своју палату у подножју планине, а затим је уз помоћ свог ујака Нагаи Мичитошија и неколико вазала погубио браћу (22. новембра 1555).
Ухваћен на препад, Досан је окупио своје снаге и спалио предграђе замка Инокучи, али није успео да освоји замак, пошто је већина његових вазала стала на страну Јошитацуа, уморна од Досанове превртљивости и суровости, поготово зато што је Јошитацу, који нимало није личио на оца по грубости и суровости, али му је свакако био раван по лукавству, објавио да је заправо син протераног гувернера Токи Јоринорија, чију је конкубину Досан силом узео за жену када је већ била трудна са Јошитацуом. Досан се повукао у планине у округу Јамагата и позвао у помоћ зета, Ода Нобунагу. 

## Битка
18. априла 1556. Саито Досан окупио је своје трупе око 12 километара северозападно од престонице, замка Инокучи, очекујући појачања од Нобунаге из суседне провинције Овари. У међувремену, Нобунагине снаге из Оварија прешле су реку Кисо на скелама (на граници између Оварија и Миноа) и стигле до утврђеног манастира Оура на реци Кисо (данас град Хашима у префектури Гифу). Сазнавши за Нобунагин прелазак у Мино,  20. априла у Сат Змаја (око 8 ујутро) Јошитацуове снаге из замка Инокучи кренуле су на Досанове лојалисте, који су, далеко малобројнији, заузели одбрамбени положај на северној обали реке Нагара.
Јошитацуова претходница (око 600 бораца) без оклевања је прегазила реку и напала Досанов логор, али је до последњег човека исечена у комаде: заповедник, Такенокошо Доџин, убијен је Досановим мачем. Али победа је била кратког даха: убрзо је пристигла далеко надмоћнија Јошитацуова главнина и отпочела је главна битка. По обичају оног времена, обе стране послале су по једног коњаника да поделе мегдан пре битке: Шибата Какунаи, који се борио за Досана, пред обе војске је погубио Нагаја Јинемона, који се борио за Јошитацуа. Затим су обе стране јуришале, и у борби прса у прса хладним оружјем малобројнија Досанова војска подлегла је после огорченог отпора. Досан се борио до последњег даха, али је посечен с леђа од стране Комаки Гента док се борио са Нагаи Чузаемоном. По обичају оног времена, његова глава однета је Јошитацу-у на церемонијално представљање глава погубљених непријатеља после битке: свестан да је починио грех оцеубиства, Јошитацу се на лицу места замонашио и примио монашко име Ханка, по једном легендарном кинеском јунаку који је такође убио свог оца.
Након церемоније разгледања глава, Јошитацуова војска је кренула на Нобунагин логор на граници. Нобунага им је пошао у сусрет, и војске су се сукобиле око 3 километра северно од реке Кисо: у пешадијској борби Нобунага је изгубио двојицу знатних вазала. Сазнавши за Досанову смрт, наредио је повлачење преко реке у групама, оставши са последњом групом да штити одступницу. Група непријатељских коњаника напала је заштитницу, али их је Нобунага, пуцајући лично, одбио ватром из аркебуза и последњим чамцем узмакао преко реке.

## Последице
Смрћу Саито Досана, Ода Нобунага изгубио је подршку свог северног суседа, провинције Мино. Још горе, Ода Нобуката, намесник северног Оварија са престоницом у замку Ивакура, склопио је савез са Јошитацуом и објавио рат Нобунаги. Тако је почео последњи грађански рат у провинцији Овари, који је кулминирао Нобунагином победом у бици код Укиноа (1558) и уништењем замка Ивакура (1559), чиме је Овари најзад уједињен под влашћу Ода Нобунаге.